# Waidbesteck

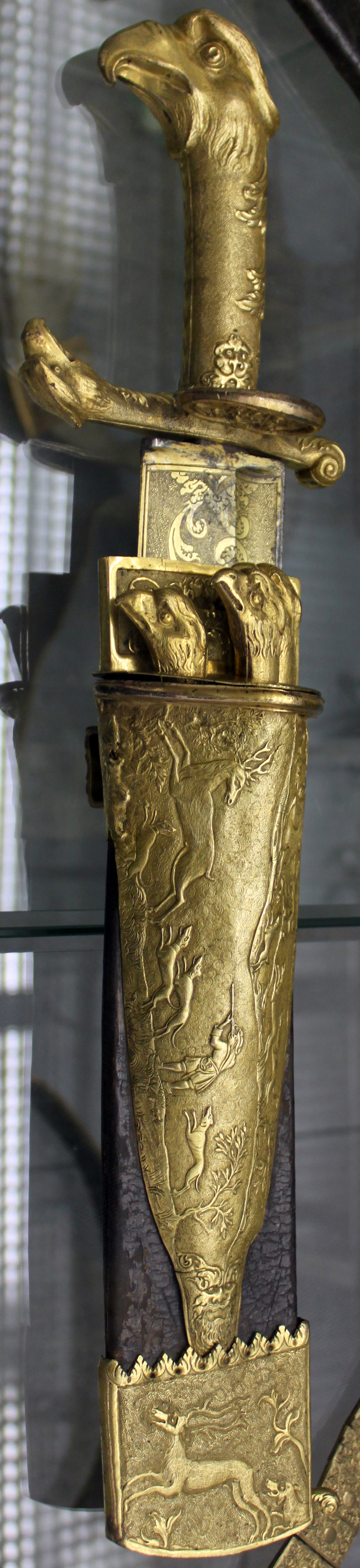
Waidbesteck, ca. 1700, Germanisches Nationalmuseum Norimberga

Il Waidbesteck è un'arma bianca ed è composta da due coltelli, il Waidblatt e il Nicker, che trovano posto in un fodero.

## Forma
Il fodero ha anche il posto per un acciarino. Il costruttore tedesco PUMA GmbH IP Solingen produce ancor oggi modelli di Waidbesteck fatti a mano. Un altro tipo di modello noto risale agli anni trenta da Friedrich-Karl Lippert. È prodotto su licenza a Solingen. L'impugnatura è fatta con corno dei palchi di cervo.

## Utilizzo
Il Waidblatt è utilizzato come coltello da fascina o come coltello da caccia grossa. Il nicker può avere lama anche di 12 cm e ricade nel diritto tedesco come arma da caccia. Viene usato dai cacciatori con cani mentre cercano la selvaggina ferita.